# Maintower
Maintower je mrakodrap, nacházející se v německém městě Frankfurt nad Mohanem.

## Popis
Je pojmenován podle řeky Main (česky Mohan), která protéká městem. Postaven byl podle návrhu, který vypracoval architekt Peter Schweger. Má 56 nadzemních a 5 podzemních pater a oficiálně uznávanou výšku 200 m (od úrovně ulice po střechu), ale na střeše je ještě upevněn 40 m vysoký vysílač. Ve výšce 198 m se nachází vyhlídkové patro. Výstavba probíhala v letech 1996 - 1999 a slavnostní otevření se konalo 28.1.2000.